# Primrose Hill
Primrose Hill is een wijk in het Londense bestuurlijke gebied Camden, in de regio Groot-Londen.

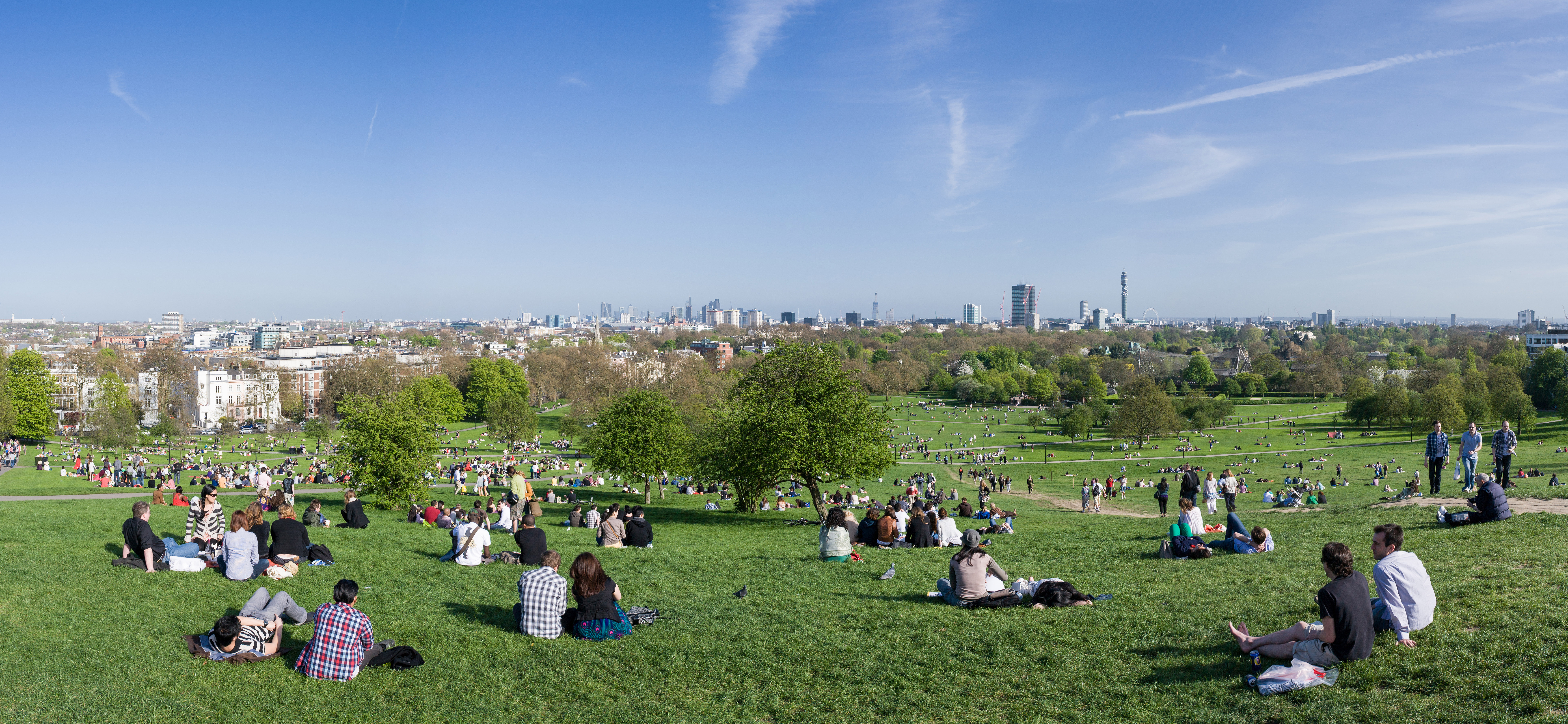
Uitzicht vanaf Primrose Hill

In het centrum van de wijk ligt de gelijknamige heuvel, met uitzicht over een groot deel van Londen. Bekende mensen die er wonen zijn onder anderen Eva Green, Daniel Craig, Helena Bonham Carter en Enrique Iglesias.

## Trivia
- In het boek The War of the Worlds van H.G. Wells was Primrose Hill het hoofdkampement van de Martianen. In Jeff Wayne's muzikale vertolking van het boek werd Primrose Hill genoemd in het nummer Dead London.